# Suchoraba
Suchoraba – wieś w Polsce położona w województwie małopolskim, w powiecie wielickim, w gminie Niepołomice.

## Toponimia
Nazwa wsi związana jest z rzeką Rabą, która kiedyś przepływała przez wieś, jednak później zmieniła swoje koryto.

## Położenie
Jest to najdalej wysunięta na południe wieś w gminie Niepołomice, jedyna oddzielona od reszty gminy drogą krajową 94.
W latach 1975–1998 miejscowość administracyjnie należała do województwa krakowskiego.

## Części wsi
| SIMC    | Nazwa        | Rodzaj    |
| ------- | ------------ | --------- |
| 0328960 | Grochotowiec | część wsi |
| 0328976 | Mazówka      | część wsi |
| 0328982 | Nawsie       | część wsi |
| 0328999 | Podbukowiec  | część wsi |
| 0329007 | Zagumnie     | część wsi |
| 0329013 | Żabiniec     | część wsi |

## Historia
Początki Suchoraby sięgają prawdopodobnie XIII wieku. Jest ona związana z klasztorem sióstr benedyktynek w Staniątkach. Suchoraba była przez kilkaset lat własnością zakonną, mniej więcej do połowy XX wieku. Wieś duchowna, własność Opactwa Benedyktynek w Staniątkach położona była w drugiej połowie XVI wieku w powiecie szczyrzyckim województwa krakowskiego.
Ważnym wydarzeniem w historii wsi był początek I wojny światowej. Po odparciu wojsk rosyjskich spod Krakowa, front austriacko-rosyjski zatrzymał się od 30 listopada do 15 grudnia 1914 r. na linii między Staniątkami, Zagórzem i Suchorabą a Zakrzowem, Słomirogiem i Zabłociem. W klasztorze w Staniątkach kwaterował sztab rosyjski. Od 8 do 15 grudnia trwała zacięta bitwa, która omal nie zrujnowała zespołu klasztornego, a zniszczyła prawie całą Suchorabę.

## Zabytki
Obiekt wpisany do rejestru zabytków nieruchomych województwa małopolskiego.
- Cmentarz wojenny nr 376 z I wojny światowej.

Inne
- budynek folwarczny, należący kiedyś do klasztoru Benedyktynek w Staniątkach, obecnie dom numer 12, murowany na przełomie XIX i XX wieku;
- dom numer 29, drewniany sprzed 1900 roku;
- dom numer 25, drewniany z 1890 roku.

## Oświata
Suchoraba posiada szkołę podstawową, w której uczy się blisko 100 uczniów z trzech okolicznych miejscowości. W 1993 roku szkoła otrzymała imię Stanisława Wyspiańskiego i sztandar. Hymnem placówki jest "Zstąp gołębica twórczy duch" – słowa autorstwa Stanisława Wyspiańskiego. Dyrektorem szkoły jest mgr Izabela Hytroś.

## Religia
W Suchorabie znajduje się również kaplica. Została ona wybudowana nakładem pracy społecznej w roku 1989. Kaplica należy do rzymskokatolickiej parafii Brzezie.